# Municipio de Center (condado de Decatur, Iowa)
El municipio de Center (en inglés: Center Township) es un municipio ubicado en el condado de Decatur en el estado estadounidense de Iowa. En el año 2010 tenía una población de 264 habitantes y una densidad poblacional de 3,08 personas por km².

## Geografía
El municipio de Center se encuentra ubicado en las coordenadas 40°46′32″N 93°43′37″O / 40.77556, -93.72694. Según la Oficina del Censo de los Estados Unidos, el municipio tiene una superficie total de 85.7 km², de la cual 84,86 km² corresponden a tierra firme y (0,97 %) 0,83 km² es agua.

## Demografía
Según el censo de 2010, había 264 personas residiendo en el municipio de Center. La densidad de población era de 3,08 hab./km². De los 264 habitantes, el municipio de Center estaba compuesto por el 98,11 % blancos, el 0,76 % eran asiáticos y el 1,14 % eran de una mezcla de razas. Del total de la población el 0,76 % eran hispanos o latinos de cualquier raza.